# Ват-Пху
Ват-Пху (лаос. ວັດພູ, Ват-Фу, Ван-Ват-Фу) — руины кхмерского храмового комплекса в южном Лаосе. Храм находится у подножия горы Као (1397 м), на восточной стороне, в 6 км от реки Меконг, южнее города Тямпатсак в провинции Тямпасак. На территории комплекса был храм ещё в V веке, но сохранившиеся сооружения относятся к XI—XIII векам. Первоначально храмовый комплекс был связан с шиваистскими культами, но потом стал центром буддизма тхеравады, храм используется в этом качестве и по настоящее время.

## История
Ват-Пху первоначально ассоциировался с городом Шрестапура на берегу реки Меконг к востоку от горы Лингапарвата, которая позже стала называться Као. Во второй половине V века город уже был столицей царства, связанного с государствами Ченла и Тямпа, примерно в это время были построены первые храмововые сооружения на горе. Гора в форме лингама имела в культе Шивы особое символическое значение, река при этом символизировала мировой океан, или Гангу. Храм был посвящён Шиве, а воды реки под храмом считались священными.
По меньшей мере в годы правления Яшовармана I в X веке Ват-Пху уже входил в Кхмерскую империю со столицей Ангкоре. Шрестапура переместился в новый город, расположенный к югу от храма. Позднее сооружения были перестроены, при этом частично использовали каменные блоки изначальных храмов. Тот храм, который сохранился до настоящего времени, был построен в периоды Кахкае и Бапхуон XI века. Когда империя приняла буддизм тхеравады, храмовый комплекс был немного перестроен. В период, когда на этой территории заселились лао, храм продолжал функционировать, и каждый февраль здесь организуются храмовые праздники. Храмовый комплекс был причислен ко всемирному наследию ЮНЕСКО в 2001 году.

## Описание
Храм Ват-Пху, как и остальные кхмерские храмы, ориентирован на восток. Основную ориентацию определяет священная гора и река. В 1400 метрах от храма располагается источник, 100 метров выше по холму. В км к востоку, на другой стороне реки Меконг, располагается город. Дороги от храма ведут к другим храмам, и в конечном итоге к храмовому комплексу Ангкор.
Вокруг храма расположены дворцы, известные как северный и южный, или мужской и женский, дворцы и храм расположены по одной оси. Назначение дворцов не ясно. Северный дворец лучше сохранился. В целом сооружения соответствуют ранне-ангкорскому стилю.
Многие сооружения комплекса находятся в очень плохом состоянии.
К югу от святилища находится рельеф индуистской троицы, а к северу — отпечаток следа Будды, также изображения в форме слона и крокодила. Некоторые считают, что крокодилий камень связан с человеческими жертвоприношениями, описанными в китайских текстах VI века.